# Sojoez TMA-19
Sojoez TMA-19 (Russisch: Союз ТМА-19) was een vlucht naar het Internationaal ruimtestation ISS. Het ruimtevoertuig werd gelanceerd op 16 juni 2010. Het zal drie bemanningsleden lanceren van ISS Expeditie 24. TMA-19 zal de 106e vlucht zijn van een Sojoez-ruimteschip, na de eerste lancering in 1967. De Sojoez zal aan het ISS gekoppeld blijven voor de duur van expeditie 24 en dient als reddingsschip.

## Bemanning

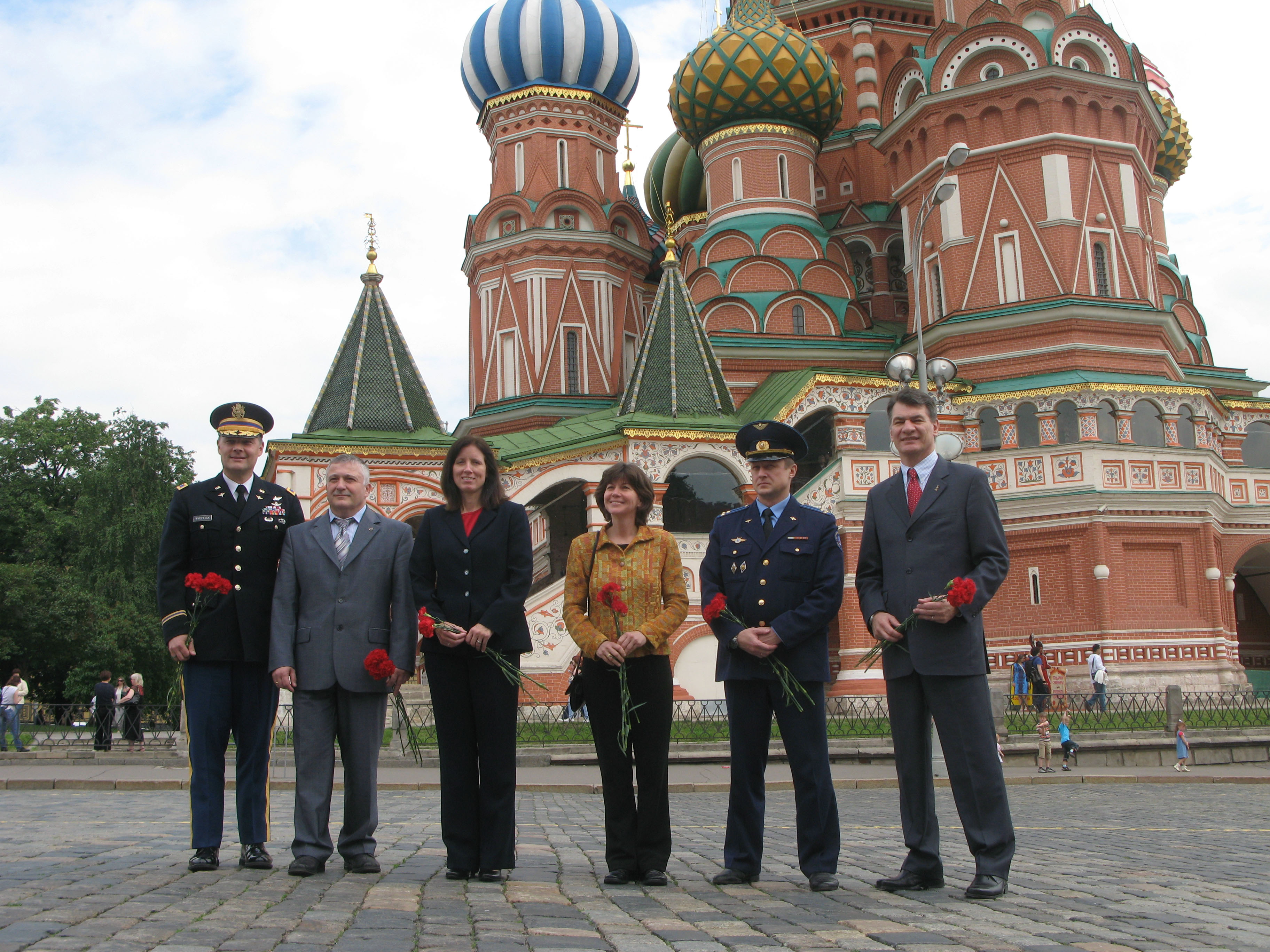
De Hoofd en reservebemanning tijdens hun ceremoniële tour op het Rode Plein op 30 mei 2010

De bemanning van TMA-19 werd bekendgemaakt op 21 november 2008:
- Fjodor Joertsjichin (3) - Bevelhebber
- Shannon Walker (1) - Piloot 1
- Douglas H. Wheelock (2) - Piloot 2

### Reservebemanning
- Dmitri Kondratjev - Bevelhebber
- Paolo Nespoli - Piloot 1
- Catherine Coleman - Piloot 2